# Dick Enthoven
Dick Enthoven (Halfweg, 2 augustus 1936 - Stekene, 21 maart 2021) was een Nederlands profwielrenner. Zijn zoon Edwin was ook kortstondig professioneel wielrenner.

## Biografie
Hij was profwielrenner van 1959 tot 1965. De belangrijkste overwinning uit zijn carrière was in 1961 toen hij verrassend de eindoverwinning behaalde in de Ronde van Nederland. 

## Belangrijkste uitslagen
1958
- 3e - Ronde van Gelderland (Amateurs)

1959
- 1e -  Nederlands kampioen op de weg, Amateurs
- 3e - Omloop der Kempen
- 1e - 5e etappe Ronde van Polen
- 3e - Eindklassement Ronde van Polen

1960
- 2e - Eindklassement Tour du Nord

1961
- 1e - Eindklassement Ronde van Nederland

1962
- 3e - 6e etappe Dauphiné Libéré

1964
- 6e - Luik-Bastenaken-Luik

## Resultaten in voornaamste wedstrijden
| Jaar | Ronde van Italië | Ronde van Frankrijk | Ronde van Spanje |
| ---- | ---------------- | ------------------- | ---------------- |
| 1959 |                  |                     |                  |
| 1960 |                  |                     |                  |
| 1961 |                  | buiten tijd         | opgave           |
| 1962 |                  | opgave              |                  |
| 1963 |                  | 34e                 |                  |
| 1964 |                  |                     |                  |

| Jaar | Gent-Wevelgem | Parijs-Roubaix | Luik-Bast.‑Luik | Parijs-Tours |
| ---- | ------------- | -------------- | --------------- | ------------ |
| 1959 |               |                |                 | 99e          |
| 1960 |               |                |                 | 48e          |
| 1961 |               |                |                 | 89e          |
| 1962 | 76e           |                | 41e             | 72e          |
| 1963 |               | 68e            |                 |              |
| 1964 | 67e           | 35e            | 6e              |              |